# Aquaduct (watergang)

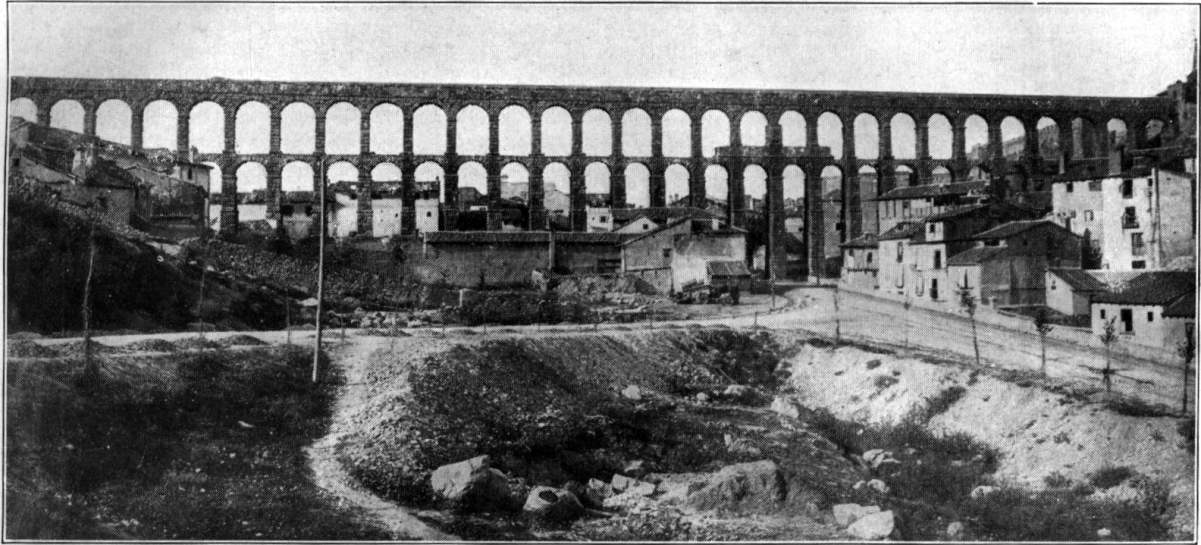
Romeins aquaduct in Segovia, Spanje

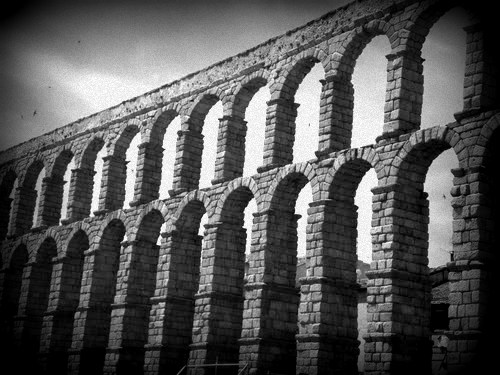
Romeins aquaduct, Spanje

Een aquaduct (Latijn: aquaeductus: waterleiding) is een soort  viaduct (brug) voor een waterloop (spreng, rivier, kanaal) of waterleiding, waarbij andere verkeersstromen onder het water door worden geleid.

## Toepassingen

Pont du Gard (Frankrijk), een Romeins aquaduct, gebouwd rond 40 n.Chr.

Ruim voor het begin van de jaartelling werden aquaducten al gebruikt als belangrijk onderdeel van irrigatiesystemen. Bekend zijn ook de grote Romeinse aquaducten - een samenvoeging van de Latijnse woorden 'aqua' (water) en 'ducere' (leiden of voeren) - die grote steden van drinkwater voorzagen. Sommige hiervan konden zo'n 190.000 m3 per dag overbrengen (Chanson, 2000). In Rome worden enkele Romeinse aquaducten zelfs vandaag de dag nog voor dit doel gebruikt. In Nederland werden soms (met name op de Veluwe) kleine gegraven beken (spreng) voor drinkwater of voor het aandrijven van watermolens over andere, lagere watergangen geleid.
Pas later werden ook aquaducten gebouwd voor het scheepvaartverkeer. In Nederland zijn er hiervan verschillende te vinden. In Nederland gaat het vaak om een weg die een waterweg onderlangs kruist, maar in andere landen zijn ook bevaarbare aquaducten gebouwd op de plaats waar twee waterwegen met verschillende waterhoogtes elkaar kruisen. Minstens een van beide kruisende waterwegen is in dat geval dus kunstmatig. Een aquaduct in een auto(snel)weg heeft veel weg van een tunnel. Het grote verschil is dat in het geval van een aquaduct de waterweg door een betonnen bak stroomt, terwijl bij een tunnel slechts sprake is van een constructie onder de oorspronkelijke bedding door.

## Romeinse aquaducten
Enkele bekende Romeinse aquaducten zijn te vinden in:
- Gard, bij Nîmes (Pont du Gard), Frankrijk;
- Caesarea, Israël;
- Segovia, Spanje;
- Mérida, Spanje;
- Tarragona (stad), Spanje.

## Aquaducten in Nederland

### Flevoland

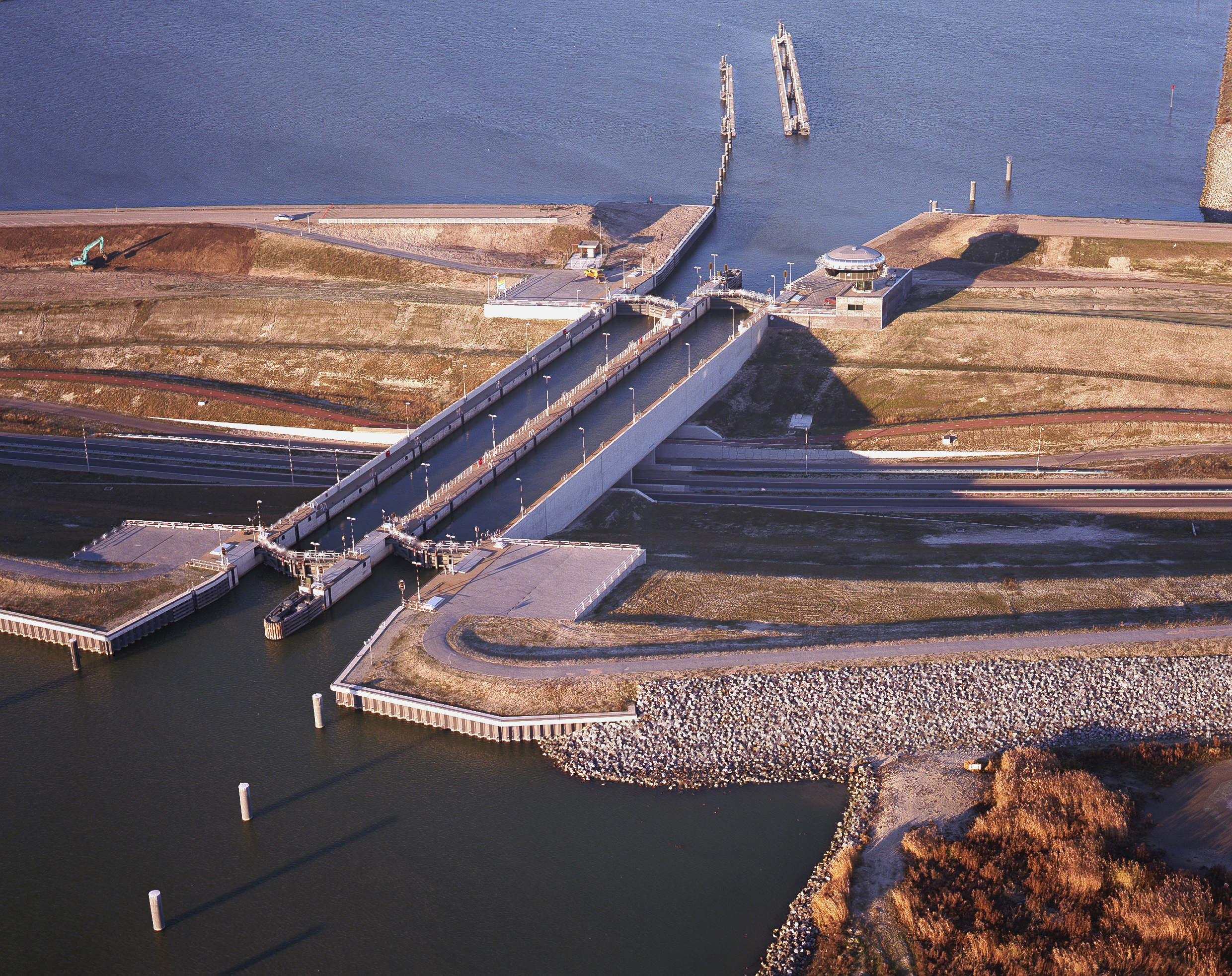
Naviduct Krabbersgat

- Naviduct Krabbersgat in de Houtribdijk bij Enkhuizen (N307; tot 2018: N302); 2003;

### Friesland
- Aquaduct De Geeuw in de Geeuw bij Sneek, (A7/N7); 2008;
- Ee Aquaduct in de Ee bij Woudsend, (N928); 2007;
- Galamadammen Aquaduct in het Johan Frisokanaal bij Koudum, (N359); 2007;
- Houkesloot Aquaduct in de Houkesloot bij Sneek, (Rondweg Sneek); 2003;
- Jeltesloot Aquaduct in de Jeltesloot bij Hommerts, (N354); 2007;
- Leppa Akwadukt in de Boorne bij Akkrum (A32); 1996;
- Prinses Margriettunnel in het Prinses Margrietkanaal, (A7); 1978;
- Aquaduct Mid-Fryslân in het Prinses Margrietkanaal bij Grouw (A32); 1992;
- Aquaduct Langdeel ten zuiden van Leeuwarden, Rijksweg 31; 2006;
- Margaretha Zelle Aquaduct op de westelijke invalsweg, Leeuwarden; 2014;
- Richard Hageman Aquaduct op de Haak om Leeuwarden, Leeuwarden; 2014;
- M.C. Escher aquaduct op de Drachtsterweg, Leeuwarden; 2017.
- Akwadukt Van Harinxmakanaal in de Waadseewei (Rijksweg N31) onder het Van Harinxmakanaal ; 2017.

### Gelderland

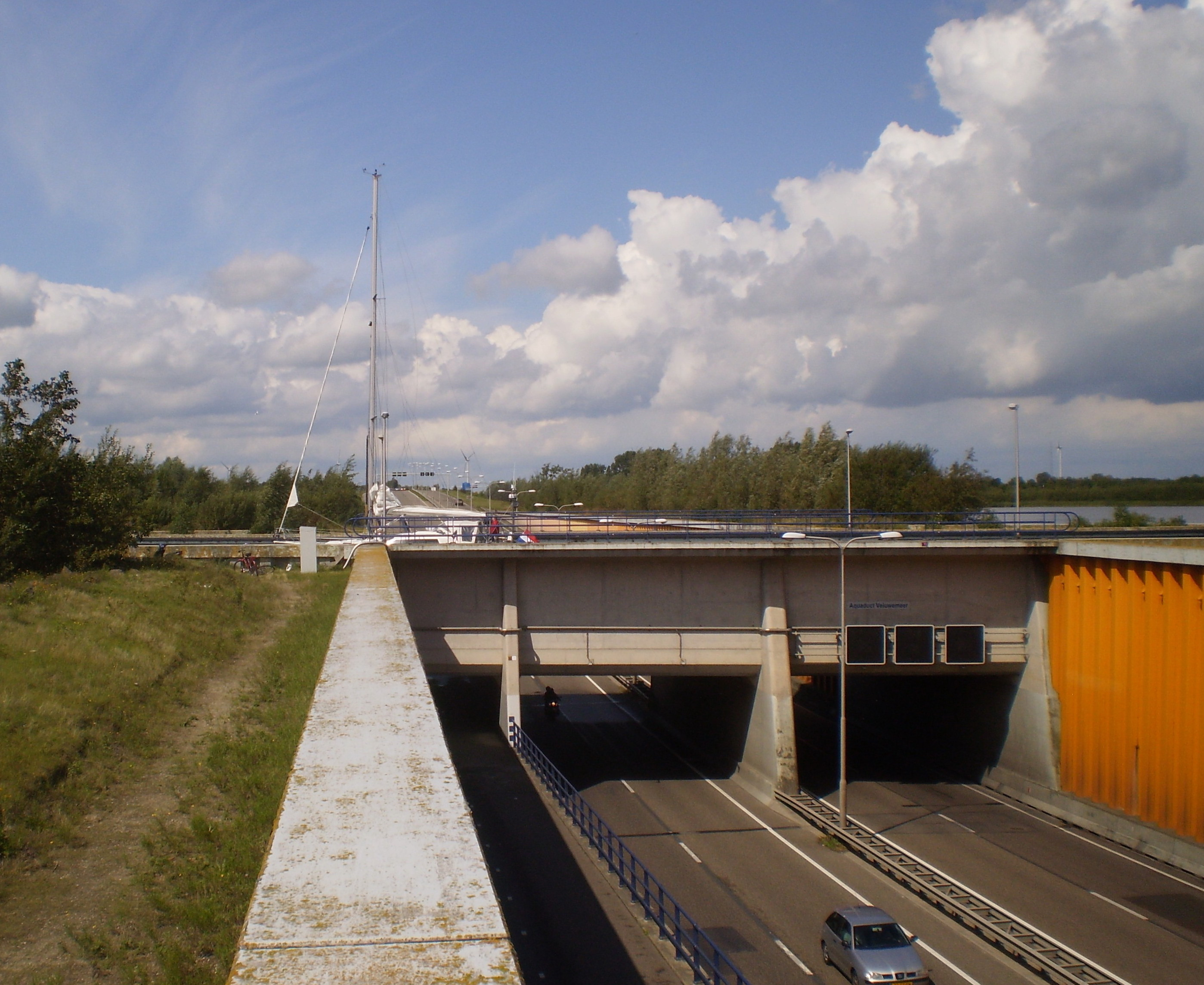
Aquaduct Veluwemeer

- Aquaduct Veluwemeer in het Veluwemeer bij Harderwijk (N302); 2003/ 2004;
- Aquaduct in de Berkel over de Leerinkbeek bij Borculo; 1967[1]

#### Aquaducten in sprengen

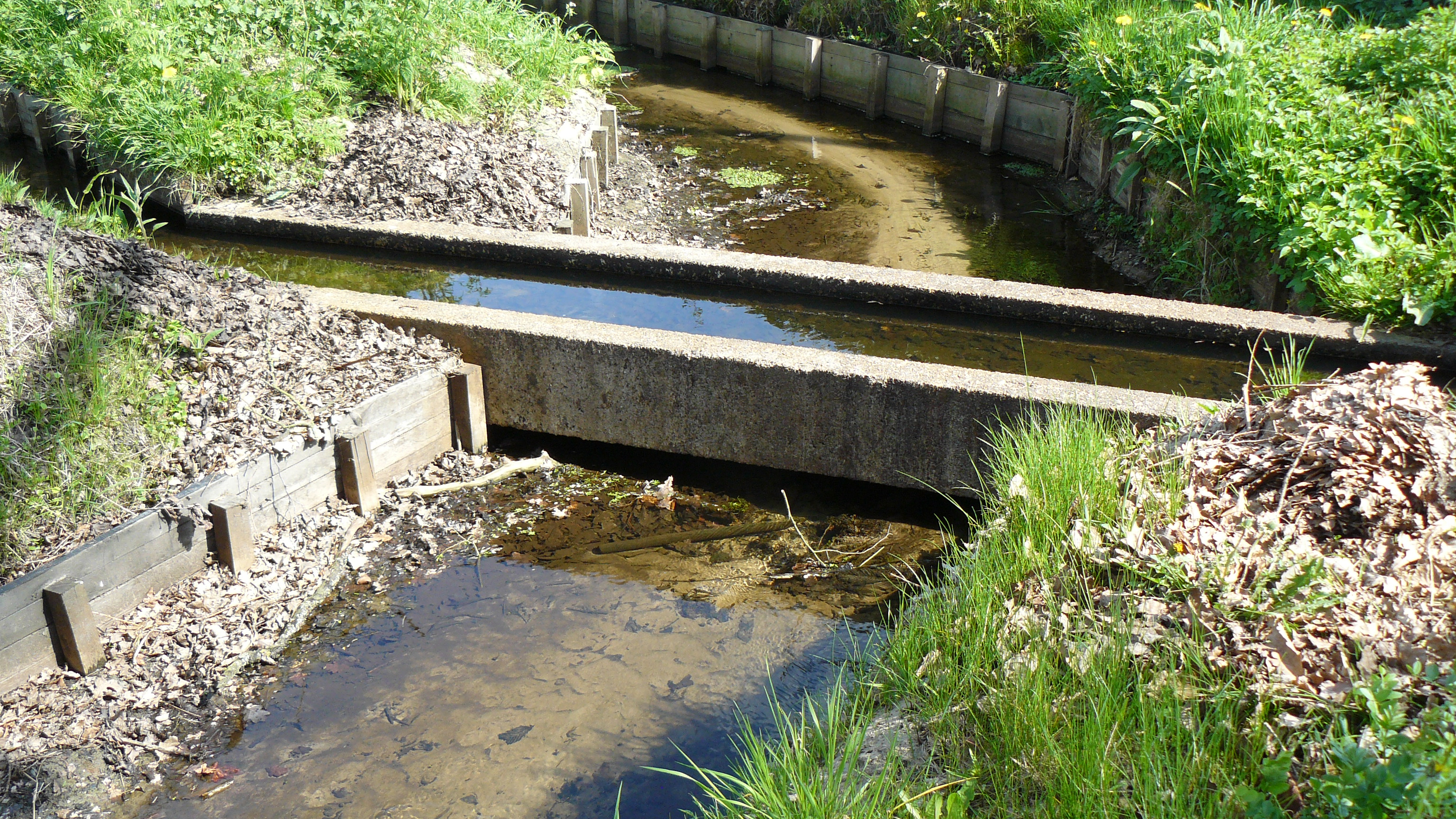
De Loenense Molenbeek en de Stroobroekse Beek kruisen elkaar via een betonnen aquaduct nabij Loenen.

Sprengen zijn beken, meestal gedeeltelijk gegraven en genormaliseerd,  die voor de aandrijving van watermolens zorgden en die tot aan de molen voldoende hoogte dienden te behouden om voor voldoende verval te kunnen zorgen. Dit kon ertoe leiden dat andere waterlopen 'ongelijkvloers' gekruist moesten worden. Dit is met name op de Veluwe middels een aantal aquaducten gerealiseerd, zoals in:
- Apeldoorn: kruising Zwaanspreng en Kayersbeek;[2]
- Epe: kruising Vlasbeek over Dorpsbeek aan de Rauwenhofweg;
- Loenen: de kruising van de Loenense Molenbeek en de Stroobroekse Beek (zie foto);
- Renkum: kruising van Renkumse Molenbeek over 2 oostelijke zijsprengen die uitmonden in de westelijker en lager gelegen Paradijsbeek op landgoed Quadenoord;
- Staverden:
  - kruising van opgeleide Staverdense Beek over laaglandbeek nabij Brug en Bosch;
  - (stroomafwaarts) kruising opgeleide Staverdense Beek over oostelijke zijbeek, nabij Kasteel Staverden.
- Vaassen: kruising Geelmolenbeek over de Nieuwe Beek aan de Gortelseweg, nabij Kasteel de Cannenburch;

Het aquaduct van de Egelbeek over het kanaal de Grift is in 2010 weggehaald omdat Waterschap Veluwe op termijn alle schone beken, zoals de Egelbeek, de Grift wil laten voeden.

### Groningen
- Aquaduct Ring Zuid / verdiepte ligging, in het Oude Winschoterdiep (N7); 2024;

### Limburg
- Jekerkanaal in Maastricht, ondergronds aquaduct uit de 17e eeuw, dat de noordelijke stadsgracht van Maastricht en de grachten in de Bossche Fronten van water uit de Jeker voorzag. Dit aquaduct is nog grotendeels intact.

### Noord-Brabant
- Aquaduct Steenbergen aan Zee in de Steenbergse Haven nabij Steenbergen (Rijksweg A4); 2013;

### Noord-Holland
- Amstel Aquaduct in de Amstel ten noorden van Uithoorn en Amstelhoek (Provincie Utrecht) in de N201; 2014;
- Aquaduct Vechtzicht in de Vecht bij Muiden (A1); 2016
- Aquaduct Ringvaart Haarlemmermeer in de Ringvaart van de Haarlemmermeerpolder bij Nieuwe Wetering (A4); 1958;
- Floriaduct in de Ringvaart van de Haarlemmermeerpolder bij Vijfhuizen (Zuidtangent); 2001;
- In Grootebroek zijn drie aquaducten aangelegd over de Molensloot en de Brandjessloot. Zo is het mogelijk om vaarroutes van het hoogwaterstelsel (-2,40 m NAP) het laagwaterstelsel (-3,70 m NAP) te laten kruisen.[3]

### Overijssel
- Aquaduct op het landgoed Singraven bij Denekamp waar het riviertje de Dinkel onder het kanaal Almelo-Nordhorn wordt door geleid;
- Boxemtunnel, een aquaduct in de N331 tussen Zwolle en Hasselt (Ov.); 2015;

### Utrecht
- Rien Nouwen Aquaduct in het Gein bij Abcoude in de spoorlijn Amsterdam - Utrecht; 2007;

### Zuid-Holland

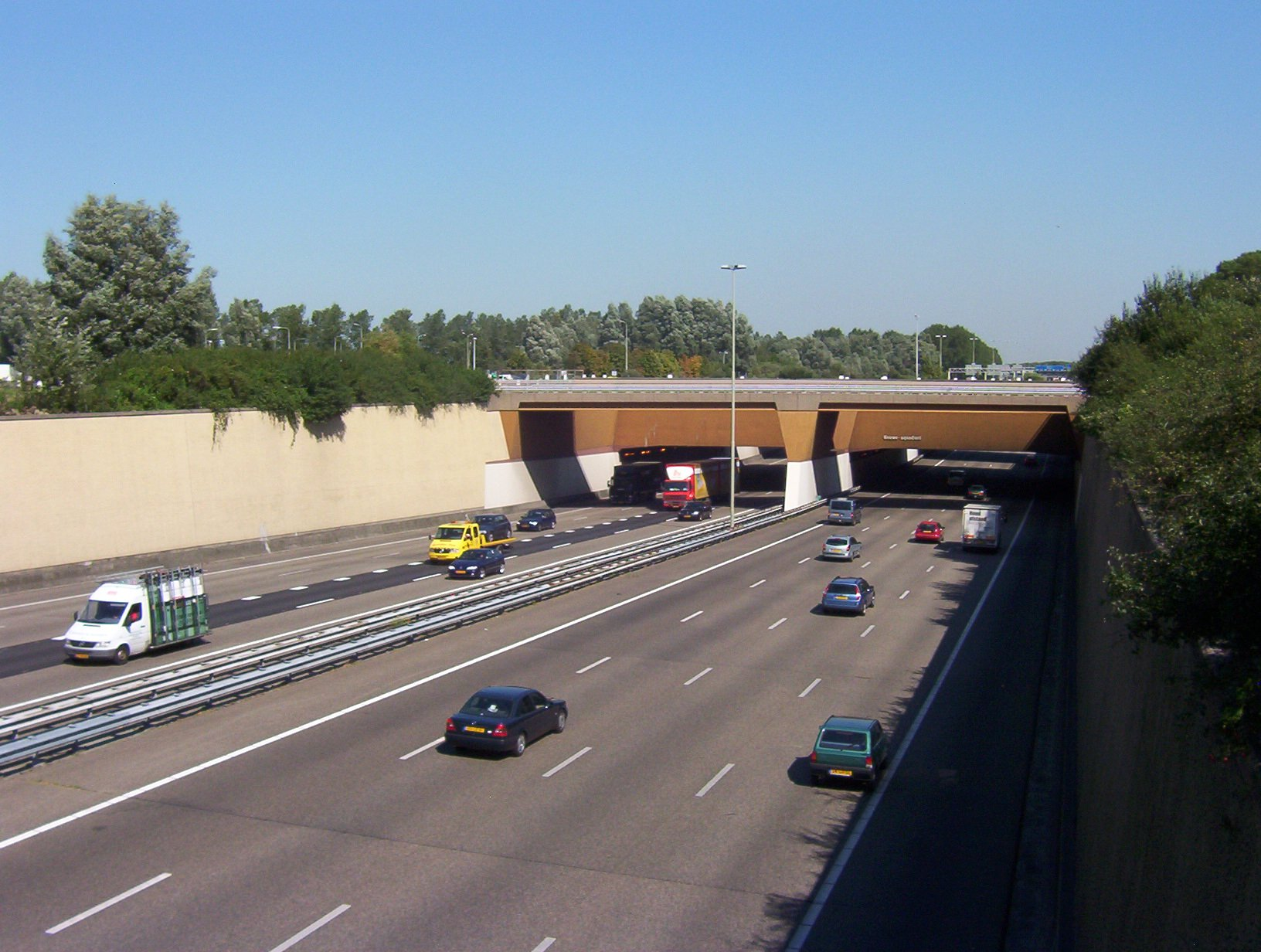
Gouwe-aquaduct

- Alphen-aquaduct in de Gouwe bij Alphen aan den Rijn (N11); 1998;
- Cortlandt-aquaduct in de ringvaart van de Zuidplaspolder, in Nieuwerkerk aan den IJssel (A20); 1984;
- Duoduct Windaassloot: het aquaduct van de Windaassloot over de Berkelse Vaart, kruist op de grens van Pijnacker en Berkel en Rodenrijs onder het viaduct van N470 door; 2016;
- Eco-aquaduct Zweth en Slinksloot tussen Schiedam en Midden-Delfland (A4); 2015;[4]
- Gaag-aquaduct in de Gaag bij Schipluiden (A4); 1998;
- Gouwe-aquaduct in de Gouwe bij Gouda (A12); 1981;
- Limesaquaduct in de Oude Rijn bij Leiderdorp en Zoeterwoude-Rijndijk (A4); 2014;
- Vlietaquaduct bij Leidschendam, (N14); 2003;
- Waterdrager in de ringvaart van de Zuidplaspolder, in het centrum van Nieuwerkerk aan den IJssel;
- Langs de Molenviergang (Aarlanderveen) tussen Molen No.1 en Molen No.3, onder de Grote Wetering door;
- Aquaduct in het natuur- en recreatiegebied Nieuwe Driemanspolder waarbij de Voorwegwetering[noot 1] over de Limietsloot gaat in Wilsveen, gemeente Leidschendam-Voorburg; 2020;

### Zeeland
- Dampoort-aquaduct in het Kanaal door Walcheren bij Middelburg (N57); 2011.

### Naviduct
Een naviduct is ook een aquaduct, maar dan met een schutsluis in de waterloop. Het enige naviduct ter wereld ligt bij Enkhuizen in de Houtribdijk: naviduct Krabbersgat.

## Aquaducten in België
- Kanaalbrug van Sart te Houdeng-Aimeries bij La Louvière;
- Een aquaduct bij de Scheepslift van Strépy-Thieu;
- L'Aqueduc de Mont-Saint-Pont te Braine-l'Alleud (uit 1844).

## Aquaducten in Duitsland
- Dortmund-Eemskanaal op een brug over de Eems bij Gelmer
- Dortmund-Eemskanaal op een brug over de Lippe
- Elbe-Seitenkanal op een brug over de Ilmenau bij Bad Bevensen
- Elbe-Seitenkanal op een brug over de Ilmenau bij Jastorf
- Elbe-Seitenkanal op een brug over de Wipperau bij Uelzen
- Elbe-Seitenkanal op een brug over de Aller in de buurt van Wolfsburg
- Elbe-Seitenkanal op een brug over het Allerkanal in de buurt van Wolfsburg
- Main-Donaukanaal op een brug over de Schwarzbach bij Neuses
- Main-Donaukanaal op een brug over de Rednitz bij Neurenberg
- Main-Donaukanaal op een brug over de Zenn bij Neurenberg
- Mittellandkanal op een brug over de Elbe bij Maagdenburg
- Mittellandkanal op een brug over de Leine bij Seelze
- Mittellandkanal op een brug over de Wezer in Minden
- Ludwig-Donau-Main-Kanal op een brug over de Schwarzach
- Ludwig-Donau-Main-Kanal op een brug over de Gauchsbach
- Saalbach op een brug over het Saalbachkanal bij Bruchsal

## Aquaducten in het Verenigd Koninkrijk
- Barton Swing Aquaduct die het Bridgewater Canal over het Manchester Ship Canal voert in Barton bij Manchester;
- Pontcysyllte-aquaduct die het Llangollen Canal over de rivier Dee voert in het noordoosten van Wales;
- Avon-aquaduct in Schotland;
- Het Kennet and Avon Canal in Zuidwest-Engeland loopt over twee aquaducten, het Dundas-aquaduct en het Avoncliff-aquaduct.